# Крум Джаков
Крум Стефанов Джаков е български и съветски художник, син на архитекта Стефан Джаков. Рисува битова и пейзажна живопис.

## Биография
Крум Джаков е роден на 7 юни 1909 г. в София, в семейството на архитекта Стефан Джаков. Има трима братя – физикът Емил Джаков, първият български радиолюбител Иван Джаков и Борислав Джаков. Братовчед е на радиста Емил Попов.
Първоначално се учи да рисува в София, под ръководството на българския художник Христо Станчев. От 1923 г. е член на нелегалния по това време Български комунистически младежки съюз в Пловдив. По решение на ЦК на БКМС през 1926 г. отива да учи изобразително изкуство в СССР. Постъпва като студент във ВХУТЕМАС, в Москва. Учи под ръководството на руските художници Петър Кончаловски и Павел Радимов. От 1929 г. живее в Ленинград. През 1934 г. получава съветско гражданство. През 1934 – 1935 г. учи в Ленинградския институт за повишаване на квалификацията на работниците на изкуствата. През 1936 г. става член на Ленинградския съюз на художниците. 
Сражава се на страната на СССР, в Съветско-финландската война (1939 – 1940) и във Великата Отечествена война, като младши лейтенант, от 146-и стрелкови Островски полк, в състава на 44-та стрелкова Чудовска Червенознаменна дивизия. Ранен е на фронта и е награден с орден Червено знаме. Участва в евакуацията на Ермитажа по време на войната.
Умира на 22 декември 1977 г. в Ленинград.

## Творчество
Участва в изложби от 1936 г. Рисува градски и ландшафтни пейзажи, битова живопис. Извършва творчески пътувания по река Волга и Волго-балтийския канал, в Карелия, Новгород, Стара Ладога, Киргизия, Дагестан и в родната си България. Най-широко е известен със своите пейзажи на Ленинград.
Автор е на книгата „Изобразителното изкуство и художествената критика. София : Камара на нар. култура, 1946“

Най-известните му картини са:
- „У стадиона имени С. Кирова“[6] (1950);
- „В Московском парке Победы“[7] (1951);
- „В лесу“ (1953);
- „Белая ночь“[8] (1955);
- „Праздничный Ленинград“, „В первое плавание“[9] (двете 1959);
- „Утро индустриальной Невы“ (1960);
- „Весна“[10] (1961);
- „Ветераны Пулкова“[11] (1964);
- „Оттепель“[12] (1965);
- „Город над вольной Невой“[13] (1977) и други.